# Jonas Vika
Jonas Vika (* 12. Mai 2001) ist ein norwegischer Skilangläufer.

## Werdegang
Vika, der für MjøsSki startet, nahm bis 2021 an Juniorenrennen teil. Dabei errang er bei den Junioren-Skiweltmeisterschaften 2020 in Oberwiesenthal den 15. Platz über 10 km klassisch. Bei den Junioren-Skiweltmeisterschaften 2021 in Vuokatti holte er die Goldmedaille mit der Staffel. Zudem kam er dort auf den 12. Platz im 30-km-Massenstartrennen, auf den 11. Rang im Sprint und auf den vierten Platz über 10 km Freistil. Seine ersten Rennen im Scandinavian-Cup lief er im Dezember 2021 in Beitostølen, die er auf dem 34. Platz im Sprint, auf dem 17. Rang über 15 km klassisch und auf dem 13. Platz über 15 km Freistil beendete. Nach Platz fünf im 20-km-Massenstartrennen beim FIS-Rennen in Gålå zu Beginn der Saison 2022/23, gab er in Lillehammer sein Debüt im Weltcup, wo er den 58. Platz im 20-km-Massenstartrennen belegte. Beim folgenden Weltcup in Beitostølen holte er mit dem 24. Platz über 10 km klassisch seine ersten Weltcuppunkte.